# Толмид
Толмид (др.-греч. Τολμίδης; погиб в 447 году до н. э., под Коронеей, Беотия, Греция), сын Толмея — афинский военачальник, участник Малой Пелопоннесской войны.
Подавляющее большинство античных свидетельств о жизни Толмида связано с его военной деятельностью. В 456 году до н. э. он возглавил морской поход вокруг Пелопоннеса. По пути Толмид разорил главный морской порт спартанцев Гитион, захватил несколько Ионических островов и городов побережья Коринфского залива. Такая демонстрация силы со стороны Афин, по одной из версий, заставила спартанцев завершить Третью Мессенскую войну с илотами, чтобы иметь возможность сосредоточиться на войне с Афинским морским союзом. В 447 году до н. э., несмотря на возражения Перикла, Толмид отправился в Беотию подавлять антиафинское восстание. Около городка Коронея его войско попало в засаду и было разбито, а сам Толмид погиб в схватке.
Согласно современным оценкам, Толмид был одним из наиболее влиятельных военных в Афинах. После его гибели должность стратега и, по факту, главного военачальника афинян занял Перикл.

## Биография
В античных источниках Толмид назван сыном Толмея. В них отсутствуют какие-либо другие данные о ранней биографии персонажа. Практически все античные свидетельства о Толмиде связаны с его военной деятельностью стратега. В античных источниках отсутствует информация о политической принадлежности Толмида, а в современных — информация противоречива. Одни историки причисляют его к «демократической» партии, другие — к «аристократической».
Косвенные свидетельства о потомках Толмида содержатся у Фукидида и Павсания. Учитывая патронимик, внуком Толмида мог быть стратег 420-х годов до н. э. Автокл, сын Толмея. В Афинах во II веке около храма Афины Полиады на одном пьедестале стояли статуи Толмида и его ксена прорицателя Феенета. Понятие ксении обозначало особую форму гостеприимства и дружбы в Элладе. Фукидид упоминает некоего прорицателя Феенета, сына Толмида, при описании событий 427 года до н. э. Историк Г. Герман рассматривает две возможности: либо у Толмида был сын Феенет, которого назвали в честь ксена Феенета; либо у Феенета был сын Толмид, сыном которого и был упомянутый у Фукидида Феенет, сын Толмида.
Толмида считают одним из возможных авторов плана по уничтожению спартанской армии в 457 году до н. э. Из-за действий афинян войско под командованием регента малолетнего царя Плистоанакта Никомеда оказалось отрезанным в области Беотии от Лаконики. В ходе тяжёлого сражения при Танагре 457 года до н. э. спартанцы победили, после чего отправились домой в сторону Пелопоннеса.

### Поход на Пелопоннес
Толмид командовал афинским флотом во время похода вокруг Пелопоннеса в начале Малой Пелопоннесской войны. В 456 году до н. э. Толмиду на Народном собрании разрешили совершить набег на спартанские владения с тысячей гоплитов. Толмид хитростью увеличил количество воинов, которые отправились в поход, с оговоренной одной тысячи до четырёх тысяч. Он подходил к молодым сильным афинянам и говорил, что собирается их призвать. Стратег подчёркивал, что им лучше записаться добровольцами, чтобы никто не решил, что они пошли воевать по принуждению. После того, как он завербовал таким образом три тысячи «добровольцев», Толмид призвал оговоренную на Народном собрании тысячу и отправился в поход. Описание маршрута похода в античных источниках разнится. Согласно Диодору Сицилийскому, с 50 триерами и четырьмя тысячами воинов Толмид отплыл по направлению к Мефоне в Мессении. П. Грин предположил, что речь шла о Метане в Арголиде на северо-востоке Пелопоннеса, а не Мефоне на юго-западе полуострова. Во время похода эскадра захватила и опустошила морской порт лакедемонян Гитион. Для Афин было крайне важным не допустить появления у их противников сильного морского флота. После этого Толмид завоевал острова Закинф и Кефаллению. Затем он первым же штурмом занял Навпакт. По другой версии, Навпакт был занят афинянами в ходе похода Миронида 457 года до н. э.. В этом городе он разрешил поселиться освобождённым от спартанцев в ходе Третьей Мессенской войны илотам. Фукидид писал, что во время похода Толмид захватил коринфский город Халкиду в области Рионского пролива на этолийском побережье Центральной Греции и победил сикионцев, чья область расположена на севере Пелопоннеса. Павсаний дополняет успехи Толмида захватом периэкского поселения Бойи и острова Кифера, который был вынужден уплатить афинянам дань. Следует отметить, что во время похода Толмид избегал сражений с основными силами спартанцев.
Возможно, именно экспедиция Толмида заставила спартанцев завершить Третью Мессенскую войну и согласиться на освобождение повстанцев, которые около десяти лет жили на неприступной горе Итоме. По другой версии спартанцы лишь выполнили указание Дельфийского оракула обеспечить илотам возможность свободно покинуть Мессению. В любом случае переселение илотов в Навпакт создавало афинянам верного союзника для борьбы против Спарты на северном побережье Коринфского залива, так как переселенцы ненавидели лакедемонян. Экспедиция Толмида была явно успешной для афинян. Его даже могут называть наибольшим военным успехом Афин во время Малой Пелопоннесской войны. В противоположность общему мнению в историографии, К. Ю. Белох подчёркивал, что Толмид не смог закрепиться на побережье Пелопоннеса, и, соответственно, главная цель похода не была достигнута. Завершив войну с илотами, спартанцы получили возможность более активно заняться общегреческими делами. Одновременно экспедиция стала сильным ударом для прибрежных пелопоннеских городов, в том числе Коринфа и Сикиона. Толмид показал, что мощная спартанская армия неспособна защитить их от морских набегов афинян.
Пелопоннесский поход Толмида, хоть и не был первым, когда военные суда Афин огибали Пелопоннес и заходили в Коринфский залив, продемонстрировал способность афинян направлять крупные воинские контингенты в направлении Великой Греции. С этим связывают заключение союза Древних Афин с сицилийским полисом Сегестой. В следующем 455 году до н. э. Толмид передал командование флотом Периклу, а сам отправился в Беотию. О деталях пребывания Толмида в Центральной Греции ничего неизвестно.

### Эвбейский поход. Наксос
Около 450 года до н. э. афиняне совершили военный поход на Эвбею под командованием Толмида. Согласно Диодору Сицилийскому событие произошло во время архонтства Лисикрата, то есть в 453—452 годах до н. э. Согласно Павсанию его следует датировать 447—446 годами до н. э., и он не ограничивался одной Эвбеей. Его маршрут включал также остров Наксос. Оба автора связывают с походом Толмида переселение тысячи афинских граждан на Эвбею с созданием там клерухии. По всей видимости афиняне были переселены в область Кариста. Было увеличено население афинян в Халкиде и Эретрии. По одной из версий, эвбейский поход и создание клерухии были предприняты для усиления контроля над островом и являлись превентивной мерой для предотвращения антиафинского восстания.
В конце 450-х — начале 440-х годов до н. э. также появилась колония-клерухия афинян на Наксосе. Её возникновение связывают с именами Толмида или Перикла. Не исключено, что Толмид действовал по указаниям Перикла и был лишь непосредственным исполнителем его планов.

### Беотийский поход
На начало 440-х годов до н. э. Толмид пользовался особым почтением среди сограждан за свои предыдущие военные подвиги. В 447 году до н. э. в Беотии вспыхнуло восстание против афинского владычества. Повстанцы захватили Орхомен, Херонею и некоторые другие города. В Народном Собрании Афин разгорелись дебаты: Толмид и Клиний настаивали на немедленном военном походе, а Перикл им возражал, утверждая, что Афины не являются сильной сухопутной державой и не смогут удерживать в повиновении многолюдные и богатые территории Центральной Греции. Он убеждал Народное собрание хотя бы отложить военную экспедицию. Перикл сказал свою знаменитую фразу, что «если [Толмид] и не послушается Перикла, то во всяком случае не сделает ошибки, если подождёт самого умного советника — времени». Возможно, Перикл понимал, что попытка подавить восстание вызовет энергичное сопротивление со стороны беотийцев, и, соответственно, может закончиться поражением.
Однако Толмиду удалось убедить афинян в необходимости похода, и его отряд в тысячу афинских гоплитов-добровольцев, к которому присоединились воины из некоторых городов Морского союза, выступил в Беотию. Афинянами была захвачена Херонея — один из главных центров восстания. Население было продано в рабство, а в самом городе поместили афинский гарнизон. Толмид не смог овладеть укреплённой крепостью Орхомена. По наступлении осени Толмид с войском направился обратно в Аттику. Около беотийского городка Коронея афинское войско, следовавшее в сильно растянувшемся походном порядке, попало в хорошо спланированную засаду и в сражении почти целиком было истреблено, а Толмид пал в бою. Афины, чтобы вернуть пленных и забрать павших, были вынуждены заключить мирный договор, по которому отказывались от своих притязаний на Беотию.

## Оценки
Афинский оратор IV века до н. э. Эсхин при перечислении наиболее достойных предков приводил в пример Толмида, «который с 1000 отборных афинян бесстрашно прошёл посреди враждебного Пелопоннеса». Толмид вместе с другими стратегами — Миронидом и Леократом — стал играть одну из ключевых ролей в Афинах во время Малой Пелопоннесской войны. С их именами историки связывают возрастание влияния стратегов в Афинах. Также, в историографии существует две версии относительно роли военачальников Малой Пелопоннесской войны в целом и Толмида в частности в становлении Перикла. По одной, которая была ещё изложена у Плутарха: «Он [Перикл] сорок лет первенствовал среди Эфиальтов, Леократов, Миронидов, Кимонов, Толмидов …». По другой, при жизни Толмида Перикл оставался на вторых ролях. Лишь после его гибели Перикл, в качестве стратега, смог получить фактически единоличную власть в Афинах. Во многом, это было обусловлено возрастанием роли и влияния военачальников в Афинах, чему, в том числе, способствовали военные успехи Толмида.

### Исследования
- Александрова О. И. Некоторые аспекты взаимоотношений Афин и союзников в середине V в. до н. э. // Метаморфозы истории. — 2020. — № 16. — С. 80—89. — ISSN 414-3677.
- Беккер К. Ф. История Древнего мира: Восток. Греция. — М.: ОЛМА-ПРЕСС, 2001. — 448 с. — ISBN 5-224-02115-4.
- Белох К. Ю. Греческая история в двух томах / Третье издание под редакцией и со вступительной статьей Ю. И. Семенова. — М.: Государственная публичная историческая библиотека России, 2009. — Т. 1. Кончая софистическим движением и Пелопоннесской войной. — ISBN 978-5-85209-214-4.
- Гущин В. Р. Репетиция «Большой войны»? Афины и Спарта в середине пятого века до нашей эры // Вестник Гуманитарного университета. — 2015. — Вып. 11, № 4. — С. 98—109. — ISSN 2308-8117.
- Гущин В. Р. Афины на пути к демократии: VIII—V века до н. э.. — М.: Изд. дом Высшей школы экономики, 2021. — 456 с. — (Монографии ВШЭ: Гуманитарные науки). — 500 экз. — ISBN 978-5-7598-2220-2.
- История Древнего мира. Учебник для учительских институтов / Под редакцией В. Н. Дьякова и Н. М. Никольского. — М.: Учпедгиз, 1952.
- Кембриджская история древнего мира / Под редакцией Д.-М. Льюиса, Дж. Бордмэна, Дж.-К. Дэвиса, М. Оствальда. — М.: Ладомир, 2014. — Т. V. Пятый век до нашей эры. — ISBN 978-5-86218-519-5.
- Курциус Э. История Древней Греции. — Минск: Харвест, 2002. — Т. 2. — 416 с. — (Классическая мысль). — ISBN 985-13-1119-7.
- Лурье С. Я. История Греции / Составитель, автор вступительной статьи Э. Д. Фролов. — СПб.: Издательство С.-Петербургского ун-та, 1993. — 658 с. — ISBN 5-288-00645-8.
- Любимцев Ю. Н. Конфликт Спарты и Афин 457—451 годов до н. э. и его значение в первой Пелопоннесской войне // Via in tempore. История. Политология. — Белгородский государственный национальный исследовательский университет, 2017. — Т. 44, вып. 271, № 22. — С. 5—12. — ISSN 2687-0967.
- Савельева О. М. Спокойствие/Тишина у Пиндара в Пифийской 8.1–12 // Индоевропейское языкознание и классическая филология. — 2013. — № 17. — С. 778—789. — ISSN 2658-6452.
- Строгецкий В. М. Афины и Спарта. Борьба за гегемонию в Греции в V в. до н. э. (478-431 гг.) / Отв. ред. Μ. М. Холод. — СПб.: Изд-во С.-Петерб. ун-та, 2008. — 291 с. — (Res Militaris). — ISBN 978-5-288-04619-3.
- Суриков И. Е. Античная Греция : политики в контексте эпохи: время расцвета демократии. — М.: Наука, 2008. — 383 с. — ISBN 978-5-02-036984-9.
- Штенцель Альфред. Глава II. Морское могущество Афин. Расцвет Афинского морского союза // История войн на море. В 2-х т = Петроград, — 1918 / A.Stenzel - H.Kirchoff, Seekriegsgeschichte in ihren wichtingsten Abschnitten mit Berucksichtigung der Seetaktik, sv. I-VI, Hannover, 1907.-1911. — Изографус, ЭКСМО-Пресс, 2002. — Т. 1. — 704 с. — 5000 экз. — ISBN 5-94661-036-8.
- Хаммонд Н. История Древней Греции / Пер. с англ. Л.А. Игоревского. — М.: Центрполиграф, 2008. — ISBN 978-5-9524-3490-5.
- Яснитский Н. А. Уильям Митфорд о причинах Пелопонесской войны // Ученые записки Казанского университета. Серия Гуманитарные науки. — Казанский (Приволжский) федеральный университет, 2019. — Т. 161, № 2-3. — С. 34—42. — ISSN 2500-2171. — doi:10.26907/2541-7738.2019.2-3.34-42.
- Herman G. Nikias, Epimenides and the Question of Omissions in Thucydides (англ.) // The Classical Quarterly. — Cambridge University Press, 1989. — Vol. 39, no. 1. — P. 83—93. — JSTOR 639243.
- Roisman J. The Background of the Battle of Tanagra and Some Related Issues (англ.) // L'Antiquité Classique. — 1993. — Vol. 62. — P. 69—85. — JSTOR 41657656.
- Stauffenberg. Tolmides :  [нем.] / Georg Wissowa // Paulys Realencyclopädie der classischen Altertumswissenschaft. — Stuttgart : J. B. Metzler’sche Verlagsbuchhandlung, 1937. — Bd. VI, 2. — Kol. 1681—1683.